# Анна Данська (королева Англії)
Анна Данська (англ. Anne of Denmark; 14 жовтня 1574 — 4 березня 1619) — королева-консорт Шотландії, Англії та Ірландії, дружина короля Якова I.

## Біографія
Анна була дочкою Фредеріка II, короля Данії та Норвегії з Ольденбургской династії.
1589 року між Данією та Шотландією було укладено договір про шлюб принцеси Анни та молодого шотландського короля Якова VI. Весілля за дорученням відбулось у Копенгагені, й наречена відпливла до Шотландії. Однак через шторми у Північному морі корабель був змушений повернутися до Норвегії. Нетерплячий наречений спорядив шотландський флот і прибув до Анни в Осло, де 23 листопада відбулося весілля. Молодята залишалися у володіннях данського короля до весни наступного року. 17 травня 1590 в Холірудському абатстві Анна була коронована королевою Шотландії. Шлюб Якова VI з представницею данського королівського дому, однією з провідних протестантських династій Європи, значно зміцнив позиції короля у пресвітеріанській Шотландії.
Анна Данська була чарівною та життєрадісною дівчиною, однак за інтелектуальним рівнем вона не могла відповідати королю-філософу Якову VI. Невдовзі після весілля відносини між подружжям почали охолоджуватися. і врешті-решт вони майже перестали зустрічатися. Проте в період між 1594 і 1604 роками Анна Данська народила сімох дітей, з яких, щоправда, смерті в дитинстві уникли лише троє: принци Генріх, Карл і принцеса Єлизавета.
Вплив Анни на королівський двір був досить значним: завдяки їй при шотландському (а з 1603 англійському) дворі встановилися куртуазні порядки, почали часто організовуватися бали, театральні постановки, заохочувалися поети та музиканти, двір набув блиску та пишності. Це спричинило невдоволення пресвітеріанського духовенства, яке неодноразово критикувало королеву за зневагу до молитов і слова Божого. Негативне ставлення ще більше посилилося після навернення Анни в католицтво. З почту королеви вийшло багато талановитих адміністраторів, які потім успішно працювали у вищих державних органах Англії та Шотландії.
Резиденцією Анни був побудований для неї Ініго Джонсом у Гринвічі палац Квінс-Гаус, що зберігся донині.
Померла 1619 у 44-річному віці у Гемптон-Кортському палаці, була похована у Вестмінстерському абатстві.